# Edward Ott
Edward Ott (* 22. prosince 1941 New York) je americký fyzik, nejvíce proslulý svými příspěvky k rozvoji teorie chaosu. Byl oceněn Lilienfeldovou cenou Americké fyzikální společnosti "Za průkopnické příspěvky v nelineární dynamice a teorii chaosu, které jednoznačně ovlivnily řadu fyziků a vědců, kteří pracují v mnoha oblastech...." .
Ott se narodil a vyrůstal v New Yorku. Absolvoval Stuyvesant High School, bakalářský titul v oboru elektrické Inženýrství získal na Cooper Union, a doktorský titul v elektrofyzice na Polytechnickém institut v Brooklynu. Po zisku doktorátu působil jako postdoktorand v Oddělení aplikované matematiky a teoretické fyziky na Univerzitě v Cambridgi. Poté přijal místo na Cornellově univerzitě. Od roku 1979 je profesorem na Marylandské univerzitě v College Parku.

## Oblasti výzkumu
Předtím než se začal zabývat chaosem a složitými systémy udělal rozsáhlý výzkum v oblasti fyziky plazmatu. Jeho práce na teorii chaosu a komplexních systémech pokrývá mnoho oblastí. Některé příklady jsou:
- chaotický rozptyl
- rychlá magnetická dynama v chaotických tocích (řešení původu magnetického pole planety, hvězd a galaxie)
- chaotický transport v Hamiltonových dynamických systémech
- komunikace s chaosem
- přechody dynamiky chaotických systémů pomocí variace parametrů systému
- kvantový chaos
- předpovídání počasí
- dynamika velkých sítí provázaných jednotek

Nejvíce znám je Ott pro práci s kolegy Celso Grebogim a Jamesem Yorkem, kdy představili koncept řízení chaosu. Zejména prokázali, že dynamika chaotického atraktoru může být řízen pomocí malých odchylek. Klíčovou myšlenkou v této práci je, že do chaotického atraktoru je obvykle vložen nekonečný počet nestabilních periodických orbit, z nichž každá může být stabilizována malým řízením (OGY metoda), a to správným výběrem, která oběžná dráha má být stabilizována. Při 50. výročí založení uvedl časopis Physical Review Letters tuto práci jako jednu z nejzásadnějších v historii časopisu.

## Publikace
- Ott je autorem publikace "Chaos v dynamických systémech" určené pro použití jako učebnice v postgraduálních kurzech fyziky a pro výzkumné pracovníky v oboru.
- Byl také editorem knihy Jak se vyrovnat s chaosem, která je kolekce přetisků, která se zaměřuje na to, jak vědci pozorovali, kvantifikovali a řídili chaos.